# Prêmio APTR
A Associação de Produtores de Teatro (APTR) premia anualmente com o Prêmio APTR artistas que se destacaram em diversas áreas da produção teatral nacional. 
O prêmio teve origem em 2006, quando a APTR do Rio de Janeiro tomou a iniciativa de prestigiar os artistas que desempenham um papel importante no ramo teatral e tornou-se uma das principais premiações do teatro brasileiro. Anualmente, são escolhidos dois artistas para apresentar o evento, como: Cissa Guimarães e Michel Melamed em 2012; Júlia Lemmertz e Fernando Eiras em 2016; Drica Moraes e Marco Nanini em 2019.
Em 2020, devido a pandemia de COVID-19, a cerimônia foi realizada online via YouTube, tendo como apresentadores Maria Padilha e Miguel Falabella. A transmissão se deu em 1 de julho de 2020.

## História da APTR
Fundada em 2003, a Associação dos Produtores de Teatro do Rio de Janeiro (APTR) reúne produtores de relevante atuação da produção carioca e nacional. Constituída como uma associação civil, de direito privado e sem fins lucrativos, a APTR procura estimular a formação, sensibilização e ampliação do público teatral e zelar pelos interesses coletivos nas políticas públicas, morais, culturais e materiais dos produtores do estado do Rio de Janeiro e de todo Brasil.

## Categorias oficiais
- Melhor Atriz em papel protagonista
- Melhor Ator em papel protagonista
- Melhor Atriz em papel coadjuvante
- Melhor Ator em papel coadjuvante
- Melhor Direção
- Melhor Autor
- Melhor Cenografia
- Melhor Música
- Melhor Iluminação
- Melhor Figurino
- Melhor Produção
- Melhor Espetáculo

Prêmio Especial
- Homenagem por mérito à contribuição cultural